# Jimmy Morales
Jimmy Morales, geboren als James Ernesto Morales Cabrera (Guatemala-Stad, 18 maart 1969), is een Guatemalteeks politicus. Tussen 2016 en 2020 was hij de vijftigste president van Guatemala. Hij trad aan anderhalve maand na de afzetting van de vorige president, Otto Pérez Molina.

## Achtergrond
Morales deed zijn schoolopleiding aan het Evangelisch Instituut voor Latijns Amerika en studeerde later protestantse theologie. Hij volgde daarnaast verschillende universitaire opleidingen: bedrijfskunde, management van communicatiemiddelen, en hogere strategische studies met als specialisatie veiligheid en defensie, een opleiding aangeboden in samenwerking met het leger. Vanaf 2000 trad Morales jarenlang op als acteur en producent van films en tv-programma's; zeer populair bij het grote publiek werd hij als televisiekomiek (Moralejos). Hij is gehuwd en vader van vier kinderen.

## Politieke loopbaan
In 2011 dong Morales vergeefs mee naar het burgemeesterschap van de grote gemeente Mixco. In 2013 werd hij tot secretaris-generaal gekozen van een uiterst conservatieve politieke partij, de Frente de Convergencia Nacional (FCN–Nación), in 2004 gesticht door twee generaals van een veteranenorganisatie ter verdediging van de veronderstelde 'waardigheid' van het leger. Morales' ongeveinsde sympathie voor het leger liep ook als een rode draad door zijn presidentschap.

## President
Morales' verkiezingsslogan in 2015 was "Ni corrupto, ni ladrón" ("corrupt noch dief"). Hiermee zette hij zich succesvol af tegen Otto Pérez Molina, president van 2012 tot 2015, die tot aftreden werd gedwongen en gearresteerd na het aannemen van steekpenningen, het plegen van fraude en betrokkenheid bij illegale activiteiten. Morales won met 67,4% van de stemmen van Sandra Torres, de ex van voormalig president Alvaro Colom. In 2017 zou aan het licht komen dat de onbedorven Morales aanzienlijke maandelijkse 'bonussen' van het leger c.q. de minister van Defensie had geïncasseerd.

### Conflict met de Internationale Commissie tegen de Straffeloosheid
Het weinig indrukwekkende werk van de regering-Morales (op het gebied van infrastructuur, onderwijs, computerisering, bestrijding van de papaverteelt enz.) werd overschaduwd door conflicten met de Internationale Commissie tegen de Straffeloosheid in Guatemala (CICIG), ingesteld onder president Óscar Berger. Aanvankelijk steunde Morales het optreden van deze Commissie, die nauw samenwerkte met het Openbaar Ministerie in de bestrijding van illegale organisaties en corruptie. In 2017 kwam hij echter zelf onder vuur te liggen en werden verschillende beschuldigingen van corruptie tegen hem en zijn familie ingebracht.
Op de poging zijn ambtelijke onschendbaarheid op te heffen reageerde Morales met het besluit de Hoge Commissaris van de CICIG, Iván Velásquez Gómez, als persona non grata het land uit te zetten. Uitvoering hiervan werd geblokkeerd door juridische procedures. Op 31 augustus 2018 kondigde Morales vervolgens met veel militair vertoon aan, het mandaat van de CICIG niet te zullen verlengen na september 2019; enkele dagen later werd een inreisverbod tegen de tijdelijk buitenslands verkerende Hoge Commissaris uitgevaardigd. Dit verbod werd echter door het Grondwettelijk Hof onwettig verklaard. Op 7 januari 2019 zegde Morales ten slotte eenzijdig het verdrag met de VN op dat de CICIG in het leven had geroepen, een beslissing die opnieuw door het Grondwettelijk Hof verworpen werd. De persconferentie, tevens televisieshow, waarop de president zijn stap rechtvaardigde, was het voorlopig hoogtepunt van een in 2016 in gang gezette, goed georkestreerde desinformatiecampagne. In de maanden hierop volgend werd het werk van de CICIG vrijwel onmogelijk en hebben haar onderzoekers noodgedwongen het land verlaten.
De zaak leidde in Guatemala tot grote verdeeldheid. Corrupte politici, ambtenaren en ondernemers voelden zich door de CICIG bedreigd en zagen, met tal van nationalisten, de CICIG als een aantasting van de soevereiniteit van het land, de beschuldigingen tegen Morales als een sluipende staatsgreep. Anderen waren ervan overtuigd dat zonder de steun van de CICIG Guatemala nooit een volwaardige rechtsstaat zal worden, een waarin het vanzelf spreekt dat de beslissingen van de rechterlijke macht door de uitvoerende macht gerespecteerd worden.
Vanuit de regering en de regeringsgezinde partijen in het Congres (georkestreerd door een zoon van Álvaro Arzú) werd in de laatste maanden van Morales' regeerperiode gepoogd door leugen en bedrog het Grondwettelijk Hof aan banden te leggen, het Openbaar Ministerie te verzwakken, en de Procureur voor de Mensenrechten, Jordán Rodas Andrade, in de hoek te drijven en af te zetten.

### Horigheid aan de VS
Begin maart 2018 kondigde Morales aan dat hij het voorbeeld van de Amerikaanse president Donald Trump zou volgen en de ambassade van Guatemala zou verplaatsen van Tel Aviv naar Jeruzalem. Dit politieke besluit ging in tegen de uitdrukkelijke vraag van de Verenigde Naties aan de lidstaten in 1980 om ambassades in Tel Aviv te stationeren.
Eind juli 2019 onderwierp Guatemala zich aan de drastische migratiepolitiek van president Trump. Na dreigementen van Trump, en voor de zoveelste keer in strijd met een uitspraak van het eigen Grondwettelijk Hof, ondertekenden Morales' ministers van Binnenlandse en Buitenlandse zaken (Degenhart en Jovel) akkoorden waarin Guatemala zich ertoe verplicht als land van eerste opvang te dienen voor asielzoekers c.q. economische migranten uit Honduras en El Salvador.

### Staat van beleg
Begin september 2019 kondigde Morales met instemming van het Congres een dertigdaagse staat van beleg af in verschillende noordoostelijke provincies als reactie op de nog onopgehelderde aanslag op een kleine militaire patrouille, waarvan drie leden de dood vonden. Het zou om een confrontatie met de drugshandel zijn gegaan. De vrees bestond dat het leger, met zijn traditie van bruut geweld tegen de eigen bevolking, van de gelegenheid gebruik zou maken om met boerenactivisten af te rekenen. De staat van beleg werd aansluitend nog eens met dertig dagen verlengd.

### Per saldo
De ongeïnteresseerdheid van Morales voor de inheemse bevolking was zelfs naar Guatemalteekse maatstaven opvallend. Onder zijn bewind verdwenen de Maya's, samen bijna de helft van de bevolking uitmakend, letterlijk van de nationale agenda. Brutale moorden op inheemse strijdsters en strijders voor de mensenrechten en het behoud van het milieu bleven onopgehelderd. Nog in november 2019 accepteerde de President het erelidmaatschap van de kaibiles, de beruchte elitetroepen die voor de grootste wreedheden in de strijd van het leger tegen de Mayaanse boerenbevolking begin jaren tachtig verantwoordelijk waren.
Gedurende Morales' regeerperiode zijn armoede, ondervoeding en onveiligheid toegenomen, terwijl weinig geld beschikbaar was voor investeringen in onderwijs en volksgezondheid. De vaak Mayaanse arbeidsmigranten naar de VS, verantwoordelijk voor een derde van het nationaal inkomen, werden in de steek gelaten, aan de chronische ondervoeding van bijna de helft van de baby's en kleuters werd helemaal niets gedaan, en bestrijding van de corruptie werd zoveel mogelijk tegengewerkt.
Respect voor het recht en de mensenrechten, de betrouwbaarheid van het bestuur en het internationale aanzien van het land zijn door Morales' toedoen drastisch afgenomen. Nog in december 2019 ondertekende deze een zeer omstreden wetswijziging die tot strafvermindering voor allerlei misdaden voert, vooral ook van het soort waaraan leden van de zittende volksvertegenwoordiging zich schuldig hebben gemaakt.
Na beëindiging van zijn ambtstermijn vond Morales samen met zijn voormalige vice-president een toevlucht en diplomatieke onschendbaarheid in het Parlacen, het politiek verder onbeduidende Centraal-Amerikaanse Parlement.

## Een anekdote
Het lievelingsgerecht van President Morales is kip in roomsaus met geurige loroco-bloemblaadjes (gallina en crema con loroco). Het nuttigen van deze delicatesse was volgens Morales de belangrijkste reden voor zijn aanwezigheid in het onderkomen van een louche politicus annex grootgrondbezitter, Mario Estrada, die inmiddels in de VS veroordeeld is voor drugshandel. Dezelfde figuur was ook betrokken bij een complot om voormalig hoofd van het Openbaar Ministerie en presidentskandidate, Thelma Aldana, uit de weg te ruimen. Gallina en crema con loroco is sedertdien een gevleugelde uitdrukking geworden voor een onnozele uitvlucht.

## Opvolger
In augustus 2019 won de conservatieve kandidaat Alejandro Giammattei de presidentsverkiezingen in Guatemala. De oud-chirurg en ex-gedetineerde kreeg zo'n 60% van de uitgebrachte stemmen (minder dan de helft van de kiezers bracht een stem uit). Tegenkandidate Sandra Torres verloor de race; twee andere kansrijke gegadigden (de voormalige procureur-generaal Thelma Aldana en Zury Ríos Sosa) was het onmogelijk gemaakt te kandideren, de een op basis van een valse aanklacht, de ander op basis van een bepaling in de grondwet. Giammattei werd op 14 januari 2020 beëdigd als opvolger van Morales.